# 大阪市交通局1801形電車

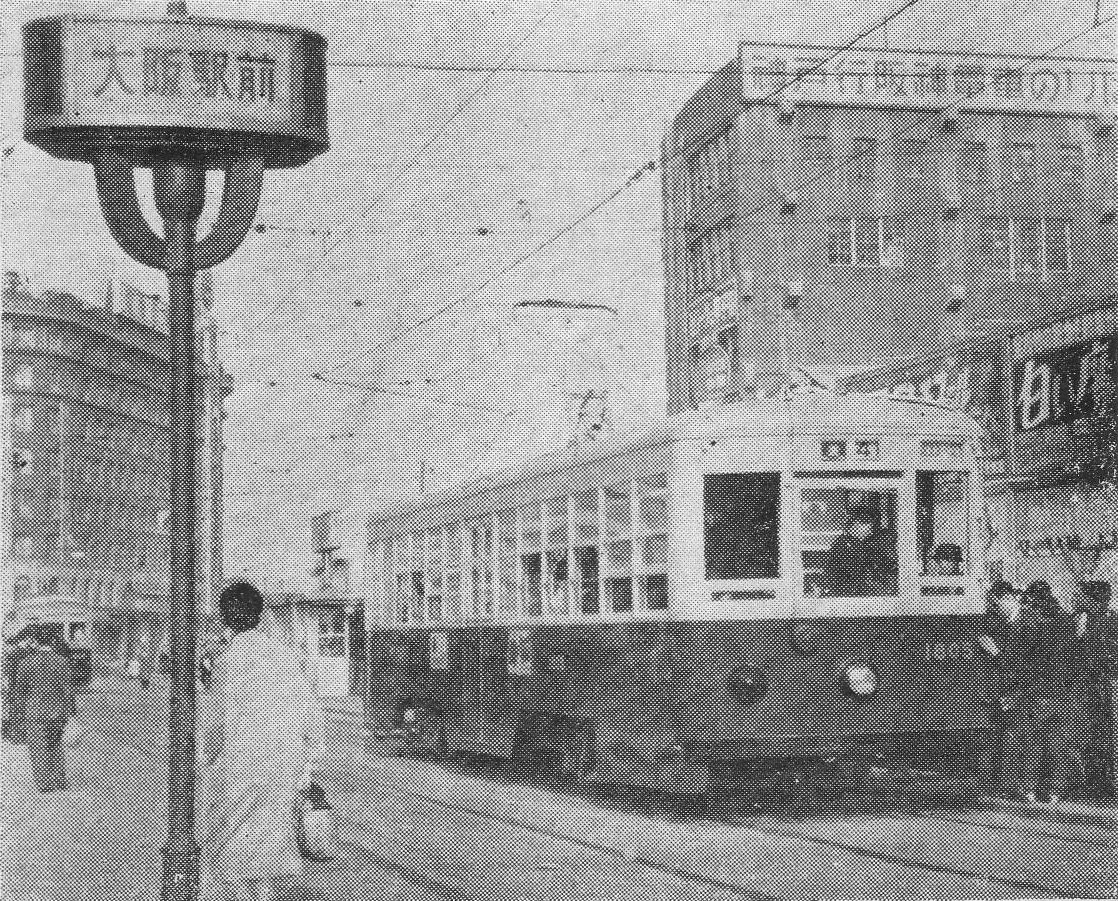
1805（1956年）

大阪市交通局1801形電車（おおさかしこうつうきょく1801がたでんしゃ）とは、大阪市交通局が保有していた路面電車車両である。1949年から1950年にかけて32両が製造された。

## 概要
前述のように、1949年9月から1950年3月にかけて、広瀬車輌で12両、日立製作所で10両、若松車両で3両、近畿車輛で5両、富士車輌で2両の合計32両が製造された。1711・1751形の増備車として登場したため、側面及び前面窓配置はまったく同じD5D5D、ゆるいカーブを描いた前面に3枚窓、全長は13.7mという仕様に変化はなく、座席も板張りシートで、客用扉も変更はない。台車及び制御器も1711・1751形と同じであるが、主電動機は端子電圧600V時1時間定格出力37.5kWの規格形電動機であるSS-50を2個搭載していたことが大きな変更点である。主電動機が変更されたことと、ある程度まとまった両数を作ることが予定されていたので、従来型の続番とはせず、新形式の1801形とした。

## 登場後
1801形は新造後、天王寺・都島の両車庫に配属され、南北線、堺筋線などの大阪市電を代表する幹線で活躍を開始した。中でも、当時の天王寺車庫は、大阪市内のすべてのターミナル駅を経由する最重要幹線の4系統（阿倍野橋 - 日本橋筋一 - 難波駅前 - 賑橋 - 四ツ橋 - 桜橋 - 大阪駅前 - 淀屋橋 - 天満橋 - 京阪東口 - 上本町六 - 天王寺西門前 - 阿倍野橋）を筆頭に、乗客が集中する系統を担当していたことから、1801形をはじめ、1701・1001・1501形などの大阪市電を代表する大型車に、旧新阪堺引き継ぎの1401形が配属され、全車大型車で揃えられていた。
しかしながら、1950年代に入ると乗客の伸びも落ち着きを見せ、大型車を増備する必要性が薄らいできたことから、1951年から製造された2001形からは、中型車を投入することとなった。そして1801形以降大阪市電に大型車が投入されなかったことから、1801形が大阪市電最後の大型車となった。また、1801形も1701形同様、板張りのベンチシートにクッションと背ずりをつけて、戦前登場の各形式と変わらないように整備されたほか、1956年には他形式同様、完全2人乗務化により使わなくなった後部扉を閉鎖して、側面窓配置もD5D6となった。

## 晩年

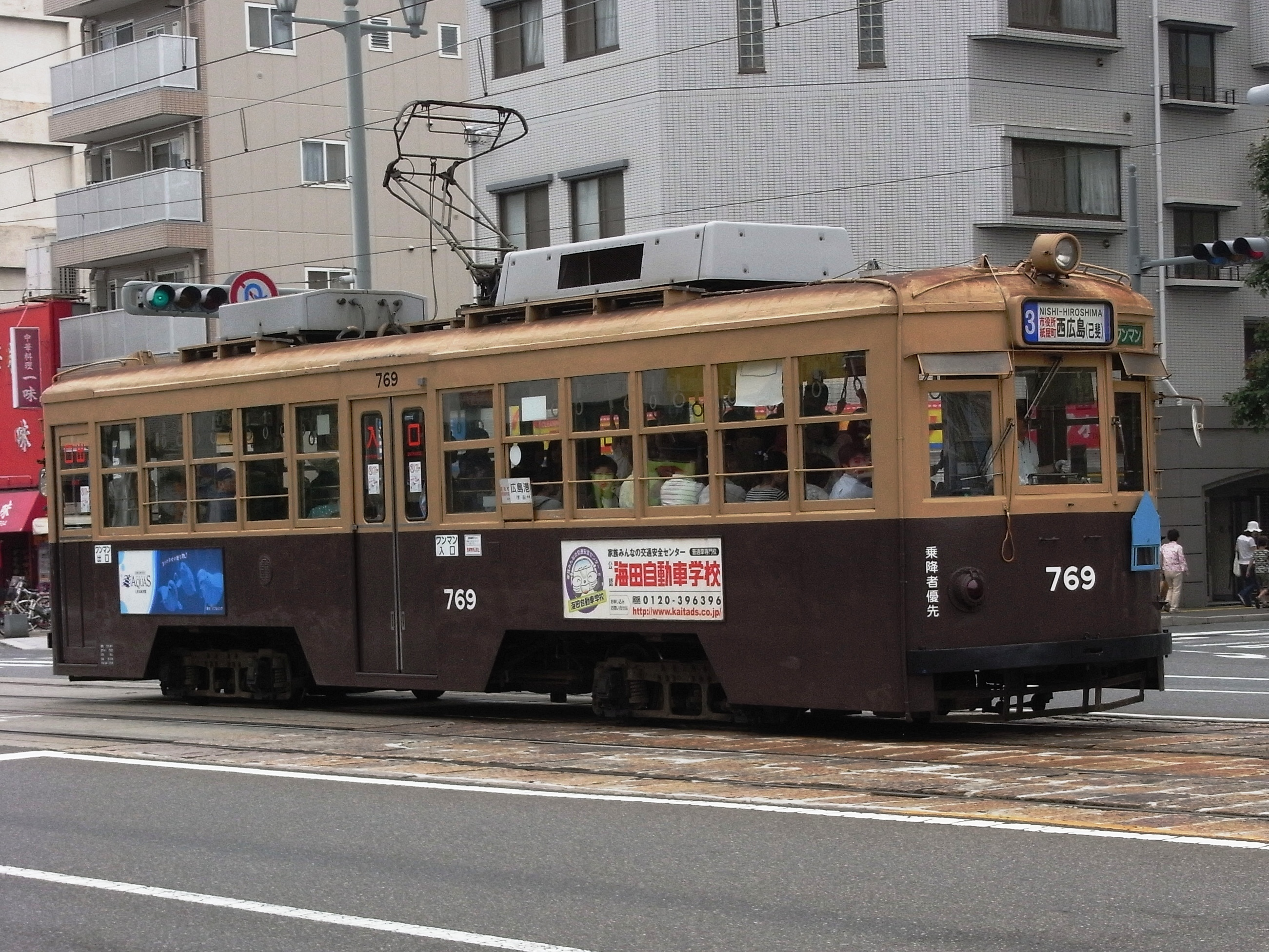
広島電鉄で750形として活躍する元1801形769。大阪時代とは外見に変更点が多い。塗装は大阪市に近い色を再現。

1965年ごろから台車を1601形の廃車発生品である大阪市電形台車に履き替え、主電動機も同じ台車に搭載されていた端子電圧600V時1時間定格出力45kWのSS-60に換装されてパワーアップした。この台車振り替え改造を受けたことによって、大阪市電廃止の過程では、1801形は大型車の必要な路線に最後まで残す車両となり、今里・春日出など各車庫へ転配属を繰り返した。また、1967年、1968年に広島電鉄市内線に8両が譲渡されて同社の750形となった。だが、本格的な廃車が始まったのは市電最末期の1968年（4両）からであり、1969年2月の16系統廃止に伴う春日出車庫の廃止に伴って6両が廃車されたが、残る14両は市電最後の日まで運行を続けた。